# Ilenia Pastorelli
Pour les articles homonymes, voir Pastorelli.
Ilenia Pastorelli, née le 24 décembre 1985 à Rome dans la région du Latium en Italie, est une actrice et mannequin italienne. Ex candidate d'une émission de télé-réalité italienne, elle commence une carrière d'actrice en 2015 et obtient pour son premier rôle au cinéma le David di Donatello de la meilleure actrice.

## Biographie
Ilenia Pastorelli naît à Rome en 1985. Elle a fréquenté le lycée classique Platone à Rome et étudie la danse classique à l'Académie nationale de danse depuis l'âge de huit ans. Mannequin, elle participe à la douzième saison de l'émission de télé-réalité Grande Fratello qui est la version italienne de l'émission Big Brother. Elle est éliminée en demi-finale.
En 2015, elle débute comme actrice au cinéma dans le film de super-héros On l'appelle Jeeg Robot (Lo chiamavano Jeeg Robot) du réalisateur débutant Gabriele Mainetti, où elle incarne le personnage d'Alessia, une jeune fille mentalement instable. Elle obtient pour ce rôle le David di Donatello de la meilleure actrice.
En 2018, elle joue pour et avec Carlo Verdone dans la comédie romaine Benedetta follia et est à l'affiche du premier film de Filippo Bologna, la comédie Cosa fai a Capodanno? (it).

## Filmographie
- 2015 : On l'appelle Jeeg Robot (Lo chiamavano Jeeg Robot) de Gabriele Mainetti
- 2017 : Niente di serio de Laszlo Barbo
- 2018 : Benedetta follia de Carlo Verdone
- 2018 : Cosa fai a Capodanno? de Filippo Bologna
- 2019 : Non ci resta che il crimine de Massimiliano Bruno
- 2019 : Brave ragazze de Michela Andreozzi
- 2021 : 4 Moitiés de Alessio Maria Federici
- 2022 : Occhiali neri de Dario Argento : Diana

## Prix et distinctions
- David di Donatello de la meilleure actrice en 2016 pour On l'appelle Jeeg Robot.
- Nomination au Ruban d'argent de la meilleure actrice dans une comédie en 2018 pour Benedetta follia.